# اتولا نزمیت
اِتولا نِزمیت (به انگلیسی:Ottola Nesmith ؛۱۲دسامبر ۱۸۸۹ – ۷ فوریهٔ ۱۹۷۲) بازیگر آمریکایی بود که در بیش از ۱۰۰ فیلم و برنامهٔ تلویزیونی حضور یافته بود. او مجری برنامه تلویزیونی ترسناک در شبکهٔ کی‌تی‌ال‌ای بود.
نزمیت در ۱۲۶ فیلم و سریال حضور یافت؛اما فقط برای ۴۴ مورد از آنها،در تیتراژ از او یاد شد.
نزمیت اغلب نقش‌های کوتاه بازی می‌کرد.اکثر شخصیت‌هایی که او نقش آنها را بازی کرد،زنان مسن و مجرد،پرستاران،افراد فضول،مدیره‌ها و فروشندگان بودند.

## زندگی شخصی
نزمیت با لئون دوسو، فیلمنامه‌نویس و کارگردان، ازدواج کرد؛ آن‌ها دارای ۴ فرزند بودند که آرنو دوسو (بازیگر) و لورینگ دوسو (کارگردان) از جملهٔ آن‌ها بودند. او در سال ۱۹۷۲ در سن ۸۲ سالگی در هالیوود، کالیفرنیا درگذشت و در آرامگاه فارست لان مموریال پارک (گلندیل) دفن شد.

## فیلم‌شناسی منتخب
- آب‌های راکد (۱۹۱۵) - دراسا لا رو

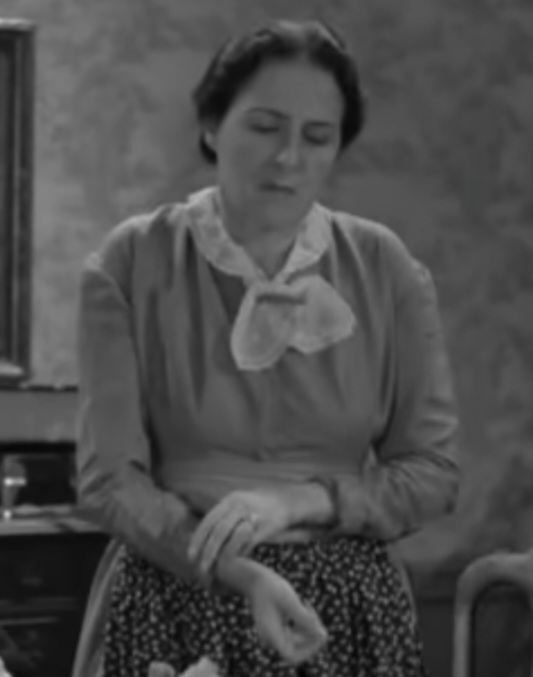
نزمیت در فیلم روح نامرئی (۱۹۴۱)

- مرد پولدار، مرد فقیر (۱۹۱۸) - خانم واین
- فراتر از قیمت (۱۹۲۱) - خانم تمپل
- همسر ضد همسر (۱۹۲۱) - فلورنس براملی
- کابوی خجل از دختران (۱۹۲۸) - معلم دختران در کالج
- صفحه پشتی (۱۹۳۴) - گرترود ملون
- بال‌ها در تاریکی (۱۹۳۵) - خانه‌دار (عدم ذکر نام در تیتراژ)
- بکی شارپ (۱۹۳۵) - بانو جین کراولی
- او به مردش می‌رسد (۱۹۳۵) - زن حاضر در باشگاه (عدم ذکر نام در تیتراژ)
- پدری در کلاهش (۱۹۳۵) - سوزان (عدم ذکر نام در تیتراژ)
- شیپ کافه (۱۹۳۵) - بانو تادهانتر (عدم ذکر نام در تیتراژ)
- ساعتی در زیرزمین (۱۹۳۶) - خانم ساموئل مت‌فورد (عدم ذکر نام در تیتراژ)
- آنتونی ادورس (۱۹۳۶) - خواهر اورسلا (عدم ذکر نام در تیتراژ)
- سه مرد سوار بر یک اسب (۱۹۳۶) - پرستار ارشد
- میزبان پرنده (۱۹۳۶) - مسافر (عدم ذکر نام در تیتراژ)
- خاطرات یک دکتر (۱۹۳۷) - پرستار زایشگاه (عدم ذکر نام در تیتراژ)
- بچه هیچ‌کس (۱۹۳۷) - پرستار ارشد
- شاهزاده و گدا (۱۹۳۷) - خانم منتظر (عدم ذکر نام در تیتراژ)
- شریک‌های جرم (۱۹۳۷) - زن کمیته (عدم ذکر نام در تیتراژ)
- بوکانیر (۱۹۳۸) - مهمان شام دالی مدیسون (عدم ذکر نام در تیتراژ)
- احمق‌هایی برای رسوایی (۱۹۳۸) - اگنس
- برت دوست‌داشتنی (۱۹۳۸) - خانم هیگینز (عدم ذکر نام در تیتراژ)
- همچنان لبخند بزن (۱۹۳۸) - زن حاضر در حراجی (عدم ذکر نام در تیتراژ)
- داستان الکساندر گراهام بل (۱۹۳۹) - نورا (عدم ذکر نام در تیتراژ)
- دکتر مخفی (۱۹۳۹) - پرستار (عدم ذکر نام در تیتراژ)
- ستاره‌ساز (۱۹۳۹) - خانم مسن
- جاسوس تلویزیونی (۱۹۳۹) - کارولین شلدون
- معجزه در خیابان اصلی (۱۹۳۹) - کارمند بهزیستی
- لیلیان راسل (۱۹۴۰) - خانم اسمیت
- اولین عاشقانه‌اش (۱۹۴۰) - خانم وایتینگ
- روح نامرئی (۱۹۴۱) - خانم میسون
- پیروزی درخشان (۱۹۴۱) - پرستار (عدم ذکر نام در تیتراژ)
- قناری پخته‌شده (۱۹۴۱) - خانم استیونز (عدم ذکر نام در تیتراژ)
- شکوفه در غبار (۱۹۴۱) - نانا، فرماندار (عدم ذکر نام در تیتراژ)
- بازی کشنده (۱۹۴۱) - همسر نازی
- اسکادران بین‌المللی (۱۹۴۱) - خانم هریس (عدم ذکر نام در تیتراژ)
- وقت دیدار خانم‌ها (۱۹۴۱) - سومین شخص به‌دنبال امضاء (عدم ذکر نام در تیتراژ)
- اچ.ام. پولهام، اسکوایر (۱۹۴۱) - خانم پرینکل، معلم مدرسهٔ رقص (عدم ذکر نام در تیتراژ)
- مرد گرگ‌نما (۱۹۴۱) - خانم بالی (عدم ذکر نام در تیتراژ)
- داشتیم می‌رقصیدیم (۱۹۴۲) - خانم گرترود کوییمبی (عدم ذکر نام در تیتراژ)
- باد وحشی را درو کن (۱۹۴۲) - وارث حاضر در مهمانی چای (عدم ذکر نام در تیتراژ)
- بانوی مرد بزرگ (۱۹۴۲) - خانم فریزبی (عدم ذکر نام در تیتراژ)
- این بالاتر از همه (۱۹۴۲) - نقض جزئی (عدم ذکر نام در تیتراژ)
- خانم مینی‌ور (۱۹۴۲) - زن فروشنده (عدم ذکر نام در تیتراژ)
- شب در نیو اورلئان (۱۹۴۲) - مسافر آسانسور (عدم ذکر نام در تیتراژ)
- عاشق مقوایی او (۱۹۴۲) - خانم برتون - حامی کازینو (عدم ذکر نام در تیتراژ)
- ماجراجویی مارگارت (۱۹۴۲) - پرستار (عدم ذکر نام در تیتراژ)
- مرد پلنگی (۱۹۴۳) - سنیورا کنترراس (عدم ذکر نام در تیتراژ)
- دو بلیت برای لندن (۱۹۴۳) - معلم (عدم ذکر نام در تیتراژ)
- شصت‌ها بالا (۱۹۴۳) - سرپرستار انگلیسی (عدم ذکر نام در تیتراژ)
- مردی از دنیای زیرین (۱۹۴۳) - نقش جزئی (عدم ذکر نام در تیتراژ)
- هفتمین قربانی (۱۹۴۳) - خانم لافوود (عدم ذکر نام در تیتراژ)
- بازگشت خون‌آشام (۱۹۴۳) - السا والتر - فرماندار
- داستان دکتر واسل (۱۹۴۴) - همسر مبلغ (عدم ذکر نام در تیتراژ)
- صخره‌های سفید دوور (۱۹۴۴) - خدمتکار بیمارستان (عدم ذکر نام در تیتراژ)
- وزارت ترس (۱۹۴۴) - زن در دروازه ورودی (عدم ذکر نام در تیتراژ)
- کازانووا براون (۱۹۴۴) - پرستار بیمار (عدم ذکر نام در تیتراژ)
- قلب‌های ما جوان و سرخوش بود (۱۹۴۴) - صاحب مغازهٔ خزفروشی (عدم ذکر نام در تیتراژ)
- سه خواهر مورس (۱۹۴۴، فیلم کوتاه) - زن شهرنشین (عدم ذکر نام در تیتراژ)
- و اینک فردا (۱۹۴۴) - خانم رینز (عدم ذکر نام در تیتراژ)
- عملاً از آن تو (۱۹۴۴) - زن هیجان‌زده در مجلس سنا (عدم ذکر نام در تیتراژ)
- مولی و من (۱۹۴۵) - بانو الکساندر (عدم ذکر نام در تیتراژ)
- نامه‌های عاشقانه (۱۹۴۵) - پرستار سالمندان (عدم ذکر نام در تیتراژ)
- اعلیحضرت و پسر زنگوله‌ای (۱۹۴۵) - همسر دیپلمات (عدم ذکر نام در تیتراژ)
- اسم من جولیا راس است (۱۹۴۵) - خانم رابینسون (عدم ذکر نام در تیتراژ)
- نامه‌ای برای ایوی (۱۹۴۶) - پرستار صلیب سرخ (عدم ذکر نام در تیتراژ)
- هر کس سوی خودش (۱۹۴۶) - دورا (عدم ذکر نام در تیتراژ)
- کلانی براون (۱۹۴۶) - خام تاپهام (عدم ذکر نام در تیتراژ)
- جورج آپلی فقید (۱۹۴۷) - خانم حاضر در فروشگاه مدیسته (عدم ذکر نام در تیتراژ)
- Buck Privates Come Home (۱۹۴۷) - سرپرستار فرانسوی (عدم ذکر نام در تیتراژ)
- بازگشت به زمین (۱۹۴۷) - وارثه ('I adore musicals..') (عدم ذکر نام در تیتراژ)
- تسخیرنشده (۱۹۴۷) - زن (عدم ذکر نام در تیتراژ)
- کهربا تا ابد (۱۹۴۷) - خانم شیورتون (عدم ذکر نام در تیتراژ)
- جفت‌گیری میلی (۱۹۴۸) - زن فروشنده (عدم ذکر نام در تیتراژ)
- کارهای ناشایست جولیا (۱۹۴۸) - زن فروشنده (عدم ذکر نام در تیتراژ)
- سرمایه‌گذاری چینی بوستون بلکی (۱۹۴۹) - گردشگر مشتاق (عدم ذکر نام در تیتراژ)
- یانکی کنتیکت در دادگاه کینگ آرتور (۱۹۴۹) - گردشگر (عدم ذکر نام در تیتراژ)
- هر شماره‌ای بازی است (۱۹۴۹) - نقش جزئی (عدم ذکر نام در تیتراژ)
- دکتر و دختر (۱۹۴۹) - مارتا، مسئول پذیرش (عدم ذکر نام در تیتراژ)
- آخرین مهلت شیکاگو (۱۹۴۹) - خواهر جان (عدم ذکر نام در تیتراژ)
- چایناتاون در نیمه‌شب (۱۹۴۹) - خانم لنگدون (عدم ذکر نام در تیتراژ)
- سامسون و دلیله (۱۹۴۹) - (عدم ذکر نام در تیتراژ)
- پرونده تلما جردن (۱۹۵۰) - خانم آشر (عدم ذکر نام در تیتراژ)
- دوست من ایرما به فنا می‌رود (۱۹۵۰) - معلم دوم (عدم ذکر نام در تیتراژ)
- سانست بلوار (۱۹۵۰) - نقض جزئی (عدم ذکر نام در تیتراژ)
- بیا برقصیم (۱۹۵۰) - همسر / مهمان (عدم ذکر نام در تیتراژ)
- پسر دکتر جکیل (۱۹۵۱) - پرستار (عدم ذکر نام در تیتراژ)
- بزرگ‌ترین نمایش روی زمین (۱۹۵۲) - تماشاچی (عدم ذکر نام در تیتراژ)
- دعوت (۱۹۵۲) - مهمان (عدم ذکر نام در تیتراژ)
- بزدل (۱۹۵۲) - زن در انتظار (عدم ذکر نام در تیتراژ)
- من، هیئت منصفه (۱۹۵۳) - کتی (عدم ذکر نام در تیتراژ)
- مرد دیوانه (۱۹۵۳) - خانم بکر
- قو (۱۹۵۶) - خانه‌دار (عدم ذکر نام در تیتراژ)
- یک چیز ارزشمند (۱۹۵۷) - پرستار - بیمارستان نایروبی (عدم ذکر نام در تیتراژ)
- شاهدی برای محاکمه (۱۹۵۷) - خانم جانسون (عدم ذکر نام در تیتراژ)
- شایان (۱۹۶۰) - در نقش لیزا مارلی در قسمت «الیبی برای مرد پوست‌کنده»
- از تراس (۱۹۶۰) - بانو سرورینگهام (عدم ذکر نام در تیتراژ)
- کبوترهای جهنمی، تریلر بوریس کارلوف (۱۹۶۱) - زوومبای، یولا لی بلاسن‌ویل
- صاحب‌خانه بدنام (۱۹۶۲) - زن گل‌فروش (عدم ذکر نام در تیتراژ)
- مالی براونی که غرق‌شدنی نیست (۱۹۶۴) - کورتیر (عدم ذکر نام در تیتراژ)
- درون دیزی کلاور (۱۹۶۵) - دلورس
- مربی صحنه (۱۹۶۶) - زن صاحب‌خانه (عدم ذکر نام در تیتراژ)
- کمدین (۱۹۶۹) - خانه‌دار (عدم ذکر نام در تیتراژ)